# Gregor Foitek
Gregor Foitek, född 27 mars 1965 i Zürich, är en schweizisk racerförare.

## Racingkarriär
Foitek debuterade i formel 1 säsongen 1989 för EuroBrun. Han lyckades dock inte kvala in och inte heller förkvalificera sig till något av de tio efterföljande loppen varför han fick lämna stallet. Foitek ställde upp i ytterligare några lopp för ett par andra stall men han lyckades inte ta några poäng. 
1992 försökte sig Foitek på CART för att därefter lämna racingen. 

## F1-karriär
| Säsong | Stall/Tillverkare                      | Poäng | Placering |
| ------ | -------------------------------------- | ----- | --------- |
| 1989   | EuroBrun-Judd Rial-Ford                | 0     | –         |
| 1990   | Brabham-Judd Onyx-Ford Monteverdi-Ford | 0     | –         |